# بیگم‌گنج
بیگم‌گنج (به انگلیسی: Begamganj) یک منطقهٔ مسکونی در هند است که در شهرستان رایسن واقع شده‌است.

## خصوصیات
بیگم‌گنج ۳۴٬۰۳۱ نفر جمعیت دارد و ۴۹۸ متر بالاتر از سطح دریا واقع شده‌است.